# شورای مشترک صنعتی
شورای مشترک صنعتی، شورایی است که از نمایندگان کارکنان و کارفرمایان در یک صنعت خاص تشکیل شده‌است و به بررسی و تعیین شرایط و مقررّات استخدامی می‌پردازد. پیشنهاد تشکیل این شورا را سیاستمدار انگلیسی جان هنری ویتلی∗ (۱۸۶۶- ۱۹۵۳) داد که به همین خاطر آن را شورای ویتلی∗ نیز نامیده‌اند.

## استانداردهای جی‌آی‌سی
این شورا اقدام به نشر استانداردهایی نیز کرده‌است که به نام استانداردهای جِی‌آی‌سی مشهورند. استانداردهای جی‌آی‌سی در اوایل ۱۹۵۰ نوشته‌شدند. چهار استاندارد نوشته‌شده عبارتند از:
- استاندارد الکتریکی (EMP-1-67/EGP-1-67)
- استاندارد الکترونیکی (EL-11-1971)
- استاندارد هیدرولیک (H-1-1973)
- استاندارد نوماتیک (P-1-1975)

در دههٔ ۱۹۸۰ میلادی شورای مشترک صنعتی تعطیل شد و اِی‌اِم‌تی (که در آن زمان اِن‌اِم‌تی‌بی‌اِی نام داشت و دبیرخانهٔ این شوراها بود) با انجمن ملی حفاظت از آتش برای به‌روزرسانی و ترکیب استانداردهای الکتریکی جی‌آی‌سی در استانداردهای خود تماس گرفت. از سوی دیگر با انجمن ملی نیروی سیالات برای به‌روزرسانی و ترکیب استانداردهای هیدرولیک و نوماتیک در استانداردهای خودشان تماس گرفته شد. در نتیجهٔ این تلاش‌ها انجمن ملی حفاظت از آتش استاندارد NFPA 79 (لوزی آتش) را به عنوان استاندارد ماشین‌های صنعتی منتشر کرد. همچنین انجمن ملی نیروی سیالات استاندارد سامانه‌های نیروی سیال هیدرولیک در ماشین‌های صنعتی ایستگاهی (ANSI/NFPA/JIC T2.24.1) و سامانه‌های نیروی سیال نوماتیک در ماشین‌های صنعتی (ANSI/B93.114M) را منتشر ساخت.
امروزه استانداردهای جی‌آی‌سی منسوخ شده و دیگر در دسترس نیستند.

## پاورقی
- ^  Whitley council
- ^  en:John Henry Whitley